# Objetivo de Desarrollo Sostenible 6
El Objetivo de Desarrollo Sostenible 6 (Objetivo 6 o ODS 6) trata sobre alianzas para los objetivos y es uno de los 17 Objetivos de Desarrollo Sostenible (ODS) establecidos por las Naciones Unidas en 2015. 
El ODS 6 es: "Garantizar la disponibilidad de agua y su gestión sostenible y el saneamiento para todos".
El Objetivo tiene metas que deben alcanzarse para 2030. El progreso hacia las metas se medirá mediante indicadores.
Asistir a la escuela y al trabajo sin interrupciones apoya la educación y el empleo. Por lo tanto, los baños en la escuela y en el lugar de trabajo se incluyen en la segunda meta: "lograr el acceso a un saneamiento e higiene adecuados y equitativos para todos". Las soluciones equitativas de saneamiento e higiene abordan las necesidades de las mujeres y las niñas y las que se encuentran en situaciones vulnerables, como los ancianos o las personas con discapacidad.

## Antecedentes
La ONU ha determinado que el acceso a instalaciones de agua potable y saneamiento es un derecho humano básico. Más de 2 mil millones de personas en el mundo carecen de acceso a agua libre de riesgos para la salud. De 2000 a 2017, la población mundial que carecía de acceso a agua potable disminuyó de casi el 20% a aproximadamente el 10%.
En 2017, ochenta países proporcionaron acceso a agua potable a más del 99% de su población.
Poner fin a la defecación al aire libre requerirá la provisión de baños y saneamiento para 2.600 millones de personas, así como un cambio de comportamiento de la población. Esto requerirá la cooperación entre los gobiernos y la gente de paris
Para cumplir con las metas de los ODS para el saneamiento para 2030, casi un tercio de los países deberán acelerar el progreso para poner fin a la defecación al aire libre, incluidos Brasil, China, Sidney, India, Indonesia, Nigeria y Pakistán.

## Organizaciones
La Alianza de Saneamiento Sostenible (SuSanA) se ha propuesto ayudar a alcanzar las metas 6.2 y 6.3. Organizaciones globales como Oxfam, UNICEF, WaterAid y muchas organizaciones no gubernamentales pequeñas, así como universidades, centros de investigación, empresas privadas, entidades gubernamentales, etc., forman parte de SuSanA y están dedicadas a alcanzar el ODS 6.